# Sao lùn
Sao lùn là một ngôi sao có kích thước tương đối nhỏ và độ sáng thấp. Hầu hết các ngôi sao chuỗi chính là sao lùn. Thuật ngữ này ban đầu được đặt ra vào năm 1906 khi nhà thiên văn học người Đan Mạch Ejnar Hertzsprung nhận thấy rằng các ngôi sao đỏ nhất được phân loại là K và M trong sơ đồ Harvard có thể được chia thành hai nhóm riêng biệt. Chúng hoặc sáng hơn nhiều so với Mặt trời, hoặc mờ hơn nhiều. Để phân biệt các nhóm này, ông gọi chúng là những ngôi sao "khổng lồ" và "lùn",  những ngôi sao lùn bị mờ hơn và những sao khổng lồ sáng hơn Mặt trời. Hầu hết các ngôi sao hiện đang được phân loại theo Hệ thống Morgan Keenan bằng các chữ cái O, B, A, F, G, K và M, một chuỗi từ loại nóng nhất: loại O, đến loại mát nhất: loại M. Phạm vi của thuật ngữ "lùn" sau đó đã được mở rộng để bao gồm:
- Sao lùn thường đề cập đến bất kỳ ngôi sao nào trong chuỗi chính, một ngôi sao thuộc lớp độ sáng V: sao thứ tự chính (sao lùn). Ví dụ: Achernar (B6Vep) [2]
  - Sao lùn đỏ là những ngôi sao có trình tự chính có khối lượng thấp.
  - Sao lùn vàng là những ngôi sao có trình tự chính (sao lùn) có khối lượng tương đương với Mặt trời.
  - Sao lùn cam là ngôi sao theo trình tự chính loại K.
- Sao lùn xanh là lớp sao được giả thuyết gồm các ngôi sao có khối lượng rất thấp, tăng nhiệt độ khi chúng ở gần cuối vòng đời của chuỗi chính.
- Sao lùn trắng là một ngôi sao bao gồm vật chất thoái hóa electron, được cho là giai đoạn cuối cùng trong quá trình tiến hóa của các ngôi sao không đủ lớn để sụp đổ thành một ngôi sao neutron hoặc lỗ đen — ngôi sao nhỏ hơn khối lượng mặt trời khoảng 9 lần. 
  - Sao lùn đen là một sao lùn trắng đã được làm mát đủ để nó không còn phát ra bất kỳ ánh sáng nhìn thấy nào.
- Sao lùn nâu là một thiên thể dưới mức sao, nghĩa là nó không đủ lớn để có thể hợp nhất hydro thành heli, nhưng vẫn đủ lớn để hợp nhất deuteri — ít hơn khoảng 0,08 khối lượng mặt trời và hơn 13 khối lượng Sao Mộc.